# 亞娜·切佩洛娃
亞娜·切佩洛娃（英語：Jana Čepelová，1993年5月29日—）是斯洛伐克职业网球女运动员，2012年轉職業。她的WTA生涯最高單打排名為第50（2014年5月12日）。